# Maria Àngels Gornés
Maria Àngels Gornés Casasnovas (Ciutadella de Menorca, 1955) és cantautora menorquina. Compon les seves pròpies cançons i popularitza textos de poetes de Menorca com Àngel Ruiz i Pablo, Pere Gomila, Ponç Pons, Pere Xerxa i Gumersind Gomila. Amb el seu estil proper al folk mediterrani, ha creat un segell d’identitat illenca durant més de quatre dècades. Va escriure la seva primera cançó musicant un poema de Gumersind Gomila l'any 1977.
Les seves actuacions han estat nombroses al llarg de la seva trajectòria musical a l'illa de Menorca, Mallorca, catalunya i el Sud de França. Cal destacar la seva participació a les "Cançons de la Meditarrània" al parc de la Mar de Palma (1992), a la Universitat Catalana d'estiu a Prada de Conflent (2005) o als "Fosquets de Líthica" (2022), entre d'altres.

## Discografia
- Menorca, et dec... (1982)
- De l'harmonia i el contrast (1992)[4]
- Entre boires (2001)
- La brisa infidel (2017)[4]
- En directe (2011)
- Les ales obertes (2022)[4]
- De bat a bat (2024)